# 牡蠣最中

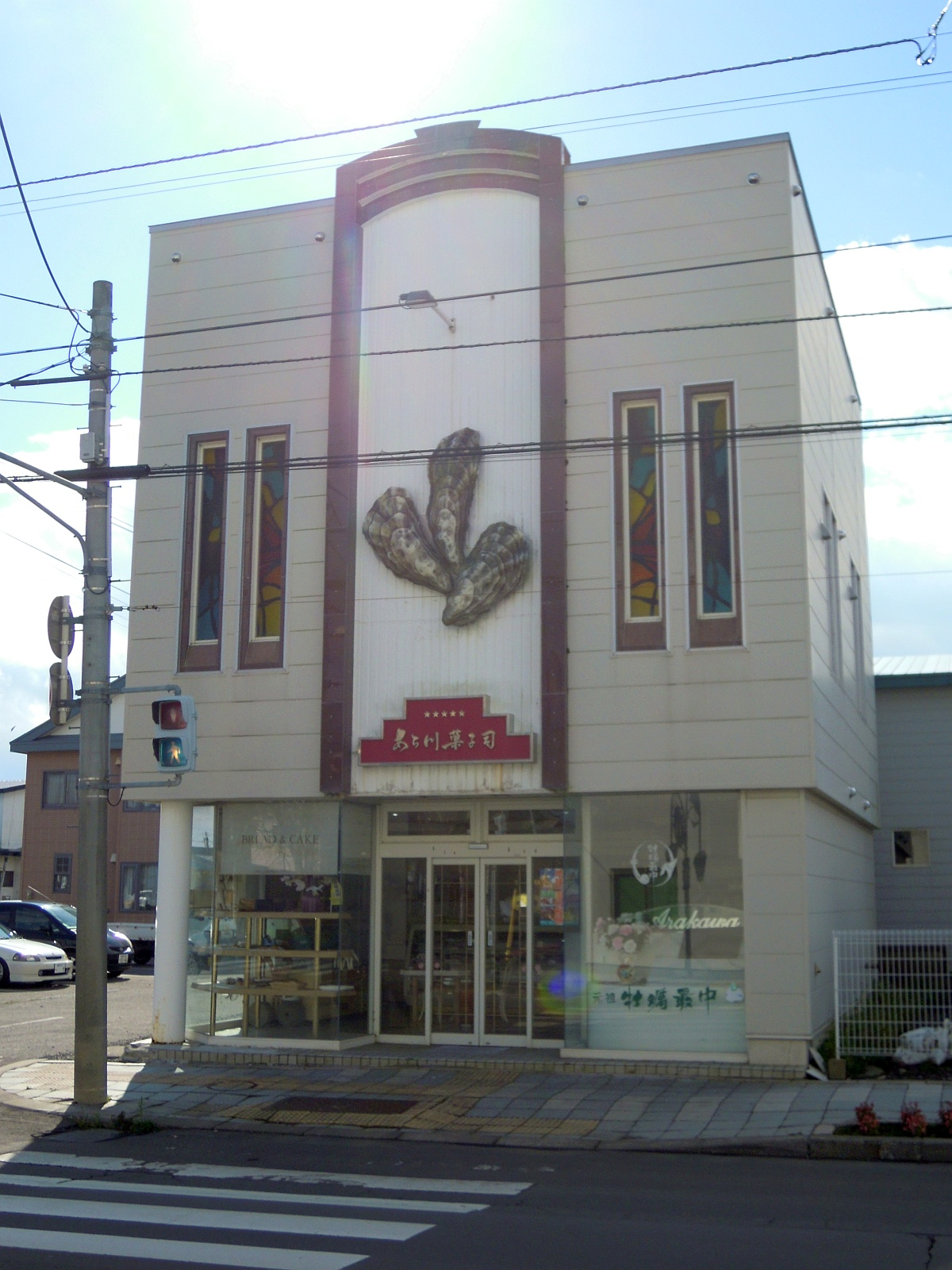
あら川菓子司の外観

牡蠣最中（かきもなか）は、株式会社あら川菓子司が製造・販売する北海道厚岸郡厚岸町の銘菓・土産菓子。牡蠣をモチーフにした和菓子、最中である。

## 概要
厚岸町特産品である牡蠣を使用し、その成分「牡蠣エキス」が練り込まれた最中である。
形状は、殻のままの姿で、牡蠣そのものの形状となっており、殻にあるひだの部分まで忠実に再現している。大きさは、大型サイズ（成人男性の手のひらサイズ）のものと小型サイズ（通常の最中サイズ）のものがある。2つのサイズはセット品であり、単品では入手が不可能である。
中身は、牡蠣エキス配合の白あん（茶色のあん）と黒あん（小豆あん）で、どちらも求肥の餅入りである。

## 牡蠣エキス
牡蠣エキスには、グリコーゲン・アミノ酸（タウリン）・亜鉛・マグネシウム・ミネラル・ビタミンなどが含有する。

## 受賞
- 1962年、全国和菓子大品評会「名誉優秀賞」を受賞。
- 1964年、全国和菓子大品評会「名誉最高賞」を受賞。